# Mary Saunderson

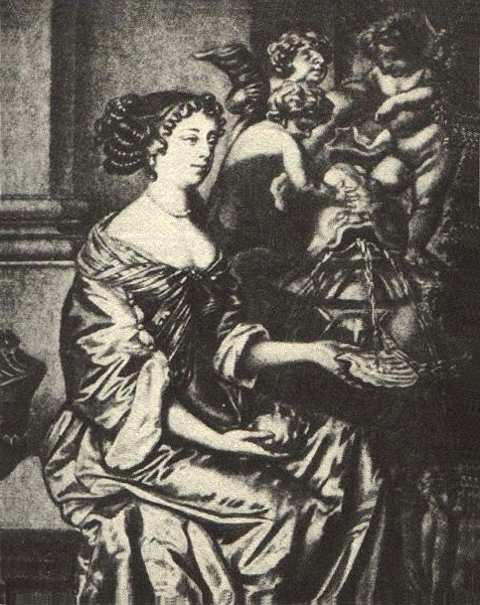
Mary Saunderson.

Mary Saunderson (1637-1712) foi uma atriz e cantora da Inglaterra, atuando na década de 1660 e 1690.